# Supergigant
Supergigant – najmłodsza olimpijska konkurencja narciarstwa alpejskiego, rozgrywana zarówno przez kobiety, jak i mężczyzn, pośrednia w swoim charakterze między zjazdem a slalomem gigantem.
Supergigant to druga z konkurencji szybkościowych. Dla mężczyzn różnica poziomów między startem a metą wynosi 500–650 m, a dla kobiet 400–600 m. Bramki w supergigancie niczym nie różnią się od tych w zjeździe. Ich szerokość wynosi 6–8 m. Zawody składają się z jednego szybkiego przejazdu. Główne różnice między zjazdem a supergigantem polegają na tym, że trasa supergiganta jest bardziej kręta, a przed startem nie ma żadnych treningów.
Po raz pierwszy w programie mistrzostw świata w narciarstwie alpejskim supergigant pojawił się w roku 1987 w Crans-Montana, a pierwszymi mistrzami świata w tej dyscyplinie zostali reprezentanci Szwajcarii Maria Walliser i Pirmin Zurbriggen.
Rok później, podczas igrzysk olimpijskich w Calgary konkurencja ta znalazła się po raz pierwszy w programie olimpijskim, a pierwszymi tryumfatorami zostali Francuz Franck Piccard i Austriaczka Sigrid Wolf.
Małą Kryształową Kulę w supergigancie najwięcej razy zdobywali: wśród mężczyzn Austriak Hermann Maier pięciokrotnie, oraz Niemka Katja Seizinger, która również pięciokrotnie triumfowała w rywalizacji kobiet.
W Polsce po raz pierwszy supergigant na mistrzostwach Polski rozegrany został w 1984, a reprezentanci Polski dotychczas nie zajmowali czołowych miejsc w tej konkurencji podczas najważniejszych imprez, ani też w zawodach zaliczanych do klasyfikacji Pucharu Świata.
Najlepsze miejsce w dotychczasowych startach reprezentantów Polski w supergigancie w Pucharze Świata zajęła Maryna Gąsienica-Daniel podczas sezonu 2021/2022 podczas zawodów w Lenzerheide. Było to 16 miejsce.